# 光化军
光化军，北宋时设置的军。
乾德二年（964年）升阴城镇置，治所在今湖北省老河口市西北。属京西南路。辖境约当今湖北省老河口和丹江口二市地。熙宁五年（1072年）废入襄州。元祐初复置。元废。